# Blade Symphony
Blade Symphony (с англ. — «Симфония меча») — экшн-игра, разработанная американской инди-студией Puny Human для Microsoft Windows. Одна из важнейших частей игрового процесса — сражение на мечах. Игра напоминает игру Jedi Knight II: Jedi Outcast, разработчики вдохновлялись этой игрой. Игра стала доступна в раннем доступе в апреле 2013 года. Магазином, в котором можно было купить игру, стал Steam. В мае 2014 года была выпущена полноценная версия игры.

## Игровой процесс
Blade Symphony — это видеоигра, игровой процесс в которой — сражения на мечах, напоминающие многопользовательскую игру в Jedi Knight II: Jedi Outcast. Разработчики игры не хотели «подлинно показать» сражения на мечах: вместо этого игра состоит из «акробатических, фантастических боёв» с «яркой анимацией», как пишет Eurogamer. Игрокам доступен выбор: так, можно выбрать различных персонажей и различные мечи. Также доступен выбор режима игры: Deathmatch или 2 на 2.

## Разработка
Разработка Blade Symphony началась в 2006 году, когда ведущему дизайнеру Майклу Чангу и его другу захотелось, как пишет Polygon, цитируя разработчиков, «утолить жажду борьбы на мечах», которая у них была. Чанг был фанатом игры Jedi Knight II: Jedi Outcast, но, к сожалению, к 2006 году сообщество фанатов этой игры стало малоактивным. По этой причине было принято решение стать авторами новой игры.
Чанг и его друг вместе работали над игрой вместе. В 2008 году друг бросил разработку, но Чанг продолжал работать над проектом, пытаясь привлечь к нему других людей. В конце концов разработчики, работавшие над модификацией Dystopia, присоединились к Чангу, так появилась команда инди-разработчиков Puny Human. Чанг продолжал работать над игрой, в том числе и после того, как начал вести работу над игрой Нил Стивенсона CLANG. Игра CLANG и игра Blade Symphony имели общую тематику.

В июне 2011 года Puny Human решили собрать деньги на Kickstarter. Они хотели получить 15 000 долларов США, чтобы стать обладателями коммерческой лицензии движка Source. Кампания прошла успешно, разработчики получили 19 058 долларов США. Игра стала доступна в раннем доступе в апреле 2013 года, а окончательный релиз состоялся в мае 2014 года. 

## Оценки
| Сводный рейтинг    | Сводный рейтинг    |
| Агрегатор          | Оценка             |
| ------------------ | ------------------ |
| Metacritic         | 72/100 (5 обзоров) |
| Иноязычные издания |                    |
| Издание            | Оценка             |
| Edge               | 8/10               |
| GameSpot           | 5/10               |
| PC Gamer (US)      | 85/100             |

Blade Symphony получила «смешанные отзывы», игра набрала 72 балла на агрегаторе отзывов Metacritic.
В обзоре Edge была высоко оценена глубина игрового процесса, там сочли, что игра достаточно оригинальна, чтобы она могла «сама по себе стать игрой, по которой можно проводить соревнования». Эксперт GameSpot Натан Менье отметил, что глубина игры сочеталась с оптимизированным управлением, это позволяло «провести широкий спектр уникальных головокружительных атак», «не было дефицита разнообразных приводивших к смерти соперника движений». Уилл Уль в своем обзоре, размещённом на сайте PC Gamer, счёл, что глубина игры пропадает в промежутках между битвами, перед сражением игроки встречаются в напряженной «психологической войне…».
В обзорах отмечали сообщество игроков. Уль отметил, что «чувство чести» между игроками было неслыханным по сравнению с другими играми. Менье описал сообщество как «преданную и интригующую группу людей», непредсказуемые и необычные стратегии игроков, по его мнению, могут привести к «множеству юмористических и интересных поединков». Также он отметил «сердечный и вежливый» характер игроков. Edge заметил, что в сообществе существуют правила этикета, такие как поклоны перед дуэлью, там сочли, что «сочетание этой коллективной ролевой игры с прямой конкуренцией» делает игру навязчивой.
Менье счёл, что игра не закончена, он привёл в качестве примера обучающий раздел игры, который заканчивается преждевременно. Он счёл, что количество персонажей «…ограничено», а действия, необходимые для разблокировки настроек персонализации, объясняются плохо. Уль решил, что слабым местом игры можно назвать неразнообразных персонажей и оружие, впрочем, он отметил, что эту проблему исправляет контент, создаваемый пользователями. Он доступен посредством Steam Workshop, в том числе, с помощью Steam Workshop можно загрузить расширенное руководство, помогающее ориентироваться в игре.
Крис Тёрстен, заместитель редактора PC Gamer, создал дневник игрока, в котором подробно описывается его опыт в игре, взаимодействие с сообществом, прогресс в онлайн-рейтингах. Он предложил присвоить этой игре награду Game of the Year 2014, описал попадание в топ-100 игроков как «самый приятный момент года» для него (среди всех, связанных с компьютерными играми).

## Продажи
Летом 2018 года, благодаря уязвимости в защите Steam Web API, стало известно, что точное количество пользователей сервиса Steam, которые играли в игру хотя бы один раз, составляет 610 347 человек.